# Mecyclothorax minor
Mecyclothorax minor är en skalbaggsart som beskrevs av Britton 1948. Mecyclothorax minor ingår i släktet Mecyclothorax och familjen jordlöpare. Inga underarter finns listade i Catalogue of Life.